# Larnax kann-rasmussenii
Larnax kann-rasmussenii är en potatisväxtart som beskrevs av S.Leiva och Quip. Larnax kann-rasmussenii ingår i släktet Larnax och familjen potatisväxter. Inga underarter finns listade i Catalogue of Life.